# Danay García
Danay García (Havana, 5 de julho de 1984) é um atriz cubana famosa por interpretar Sofia Lugo, na série americana Prison Break, e Luciana Galvez em Fear the Walking Dead.

## Biografia
Danay Garcia nasceu e foi criada em Havana, Cuba. Ela dança desde os 10 anos de idade. Danay sabe Balé, Salsa, Dança Africana, Merengue, Dança de Salão e Flamenco. Mais tarde ela se tornou modelo. Atualmente ela vive em Los Angeles.

## Filmografia
- 2006 -  Danika
- 2007 -  CSI - Miami
- 2007 - 2009 -  Prison Break
- 2007 -  From mexico with love
- 2016 - 2023 - Fear The Walking Dead
- 2017- Sniper: Ultimate Kill